# География Кубы
Ку́ба — островное государство в Вест-Индии расположенное в западной части дуги Больших Антильских островов. Страна находится немногим южнее Тропика Рака, на границе Карибского моря, Мексиканского залива и Атлантического океана. С севера от Кубы находится Флоридский пролив (150 км до США), с востока — Наветренный пролив (77 км до Гаити), с северо-запада — Юкатанский пролив (200 км до Мексики), а в 140 км к югу расположена Ямайка.

## Территория

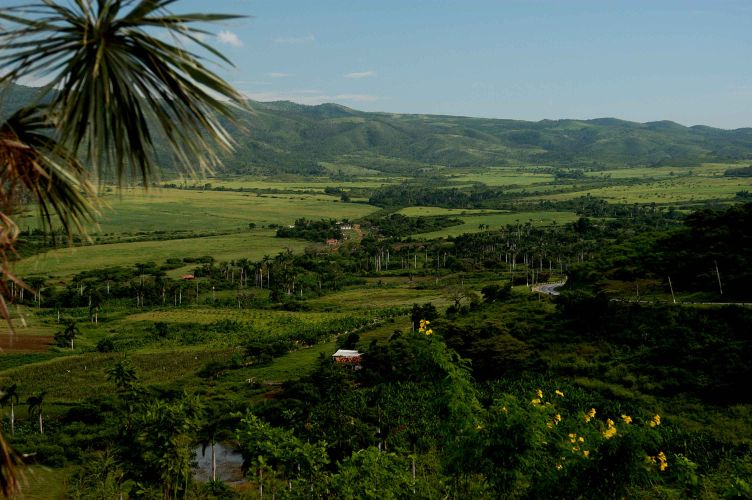
Долина Де-лос-Инхеньос

Территория Кубы включает в себя примерно 1600 островов и рифовых банок общей площадью 110 860 км². Большая часть Кубы расположена на одноимённом острове, который является крупнейшим островом всей Вест-Индии и имеет площадь 105 006 км². Остров протягивается на 1250 км с северо-запада на юго-восток, его ширина изменяется с 31 до 191 км. Второй по величине остров называется Хувентуд (бывший Пинос) и имеет площадь 2200 км².
Острова с севера:
- архипелаг Лос-Колорадос
- архипелаг Сабана
- остров Кайо-Фрагосо
- остров Коко
- архипелаг Камагуэй
- остров Куахаба

Острова с юга:
- острова Сан-Фелипе
- архипелаг Лос-Канарреос
- остров Ларго-дель-Сур (Кайо-Ларго)
- архипелаг Хардинес-де-ла-Рейна

## Геология и полезные ископаемые
Часть территории Кубы располагается на субплатформенных участках, которые состоят из известняка и в структурном плане связаны с плато Юкатана, Флориды и Багамских островов. По юго-восточной части острова проходит основная складчатая система Антильской островной дуги, которая у южных берегов Кубы образует жёлоб Кайман и горный хребет Сьерра-Маэстра.

## Рельеф и береговая линия
Рельеф территории страны в основном равнинный, окраинные районы острова Куба (полуострова Гуанаакабибес и Сапата), южная часть острова Хувентуд и расположенные рядом архипелаги имеют аккумулятивный характер (намыты морем). Во внутренних районах расположены дельтовые и эрозионно-аккумулятивные, а также денудационные равнины, сформировавшиеся на выходах коренных пород.
Возвышенности и горные районы занимают около 1/4 территории. На крайнем западе, от полуострова Гуанаакабибес по побережью проходит известняковая цепь Кордильера-де-Гуанигуанико с карстовыми рельефами, в состав которой входят гребень Сьерра-де-лос-Органос, расположенный к западу от Гаваны, и Сьерра-дель-Росарио (пик Гуахайбон, 692 м). В центральной части острова расположены горы Сьерра-де-Тринидад высотой до 1156 м (гора Сан-Хуан), Сьерра-де-Эскамбрай нагорье Санта-Клара. В юго-восточной конечности главного острова располагается система хребтов, разделённая долиной Гантанамо. В северной части лежат массивы Сьерра-дель-Кристаль, Сьерра-де-Нипе, Кучильяс-де-Тоа и Сьерра-де-Пурьяль с высотами до 1230 м. В южной части с востока на запад протягивается хребет Сьерра-Маэстра, в котором располагается высочайшая точка страны — пик Туркино (1974 м, по другим данным 2005 м).
На Кубе расположено несколько живописных долин, таких как долина Виньялес и долина реки Юмури, которая протекает через впадину округлой формы с плоским днищем и диаметром около 8 км. На острове Хувентуд над пенепленом возвышаются небольшие останцовые возвышенности, в южной части много карстовых форм рельефа и болот.

Протяжённость береговой линии острова Куба составляет 5745 км (по другим данным — 3735 км). Береговая линия изрезанна многочисленными бухтами, песчаными пляжами, мангровыми болотами, коралловыми рифами и отвесными утёсами. Погружённая под воду платформа, окружающая остров, имеет площадь 78 тыс. км². Среди крупных объектов выделяются полуостров Сапата, бухта Кочинос, бухта Буэна-Виста, заливы Гуантанамо, Ана-Мария, Гуаканаябо, Батабано и бухта Санта-Клара, а также мыс Крус — южная точка острова Куба.

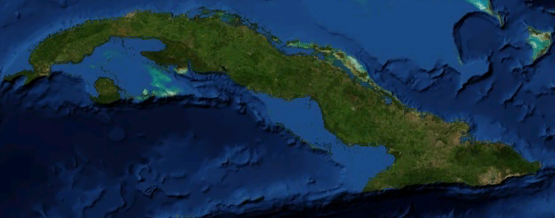
Спутниковый снимок Кубы
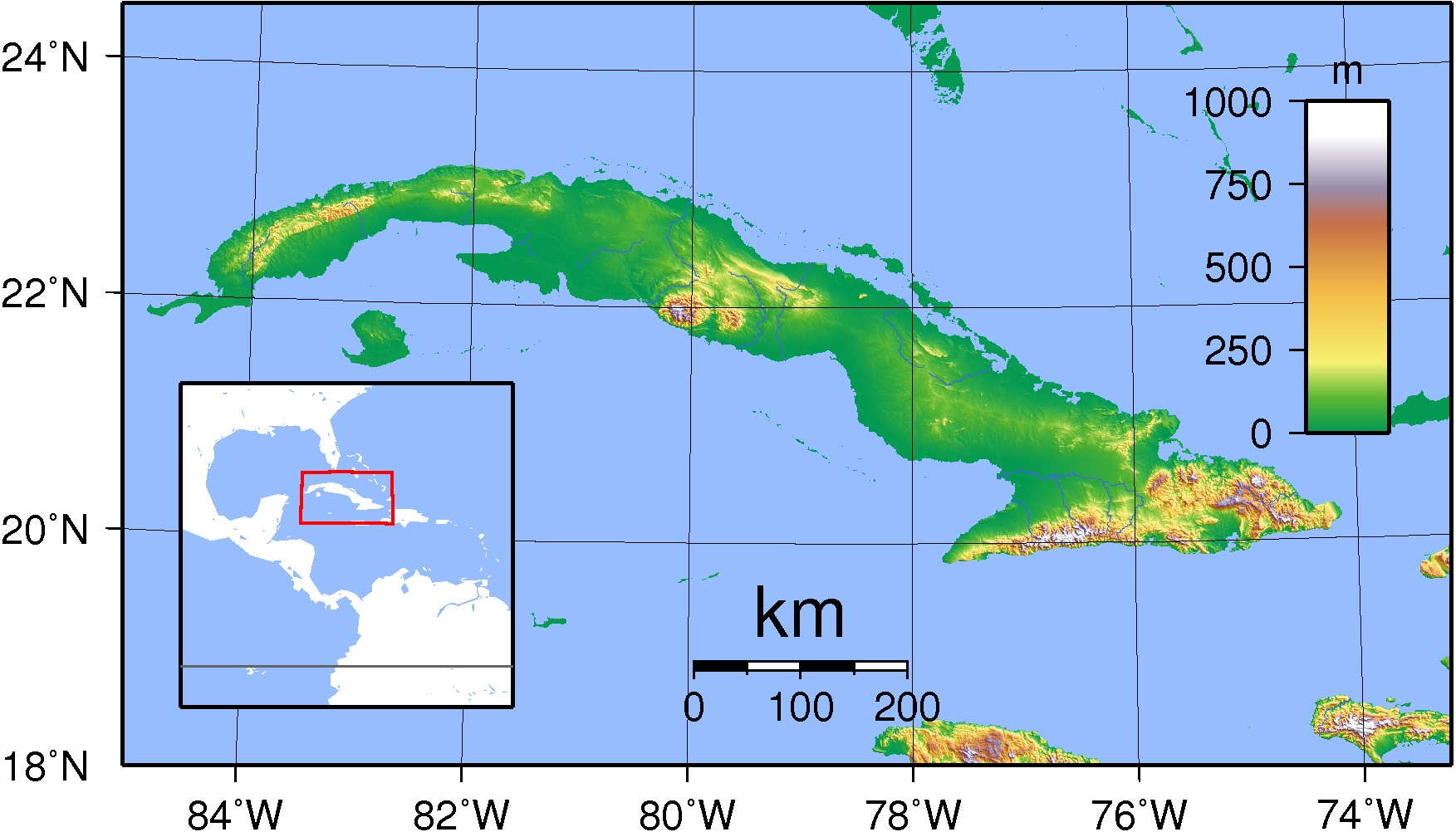
Рельеф Кубы
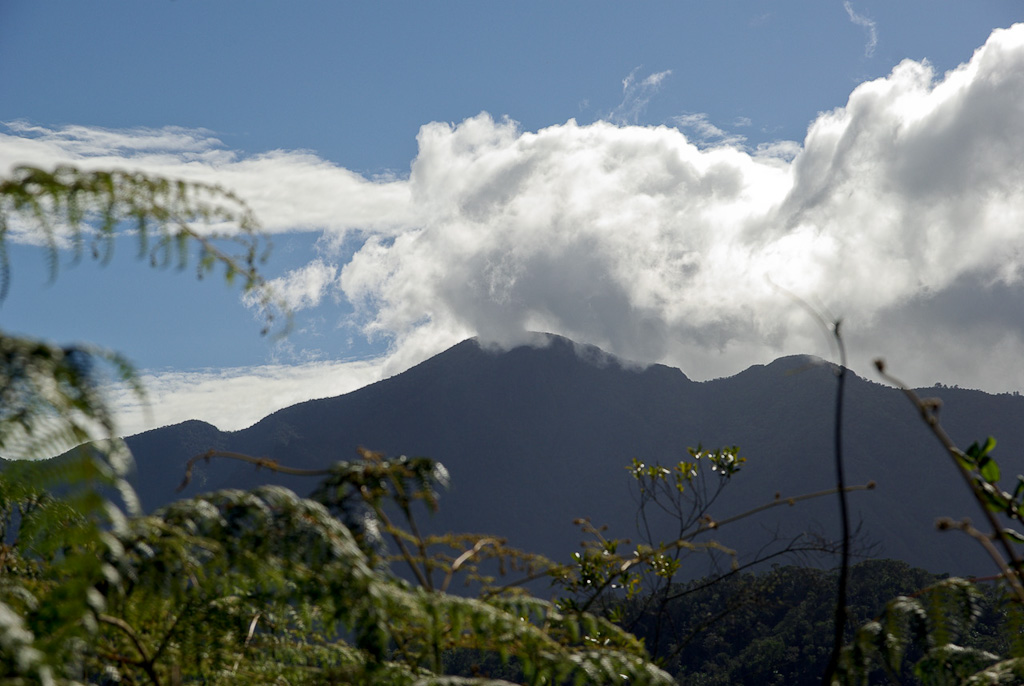
Пик Туркино
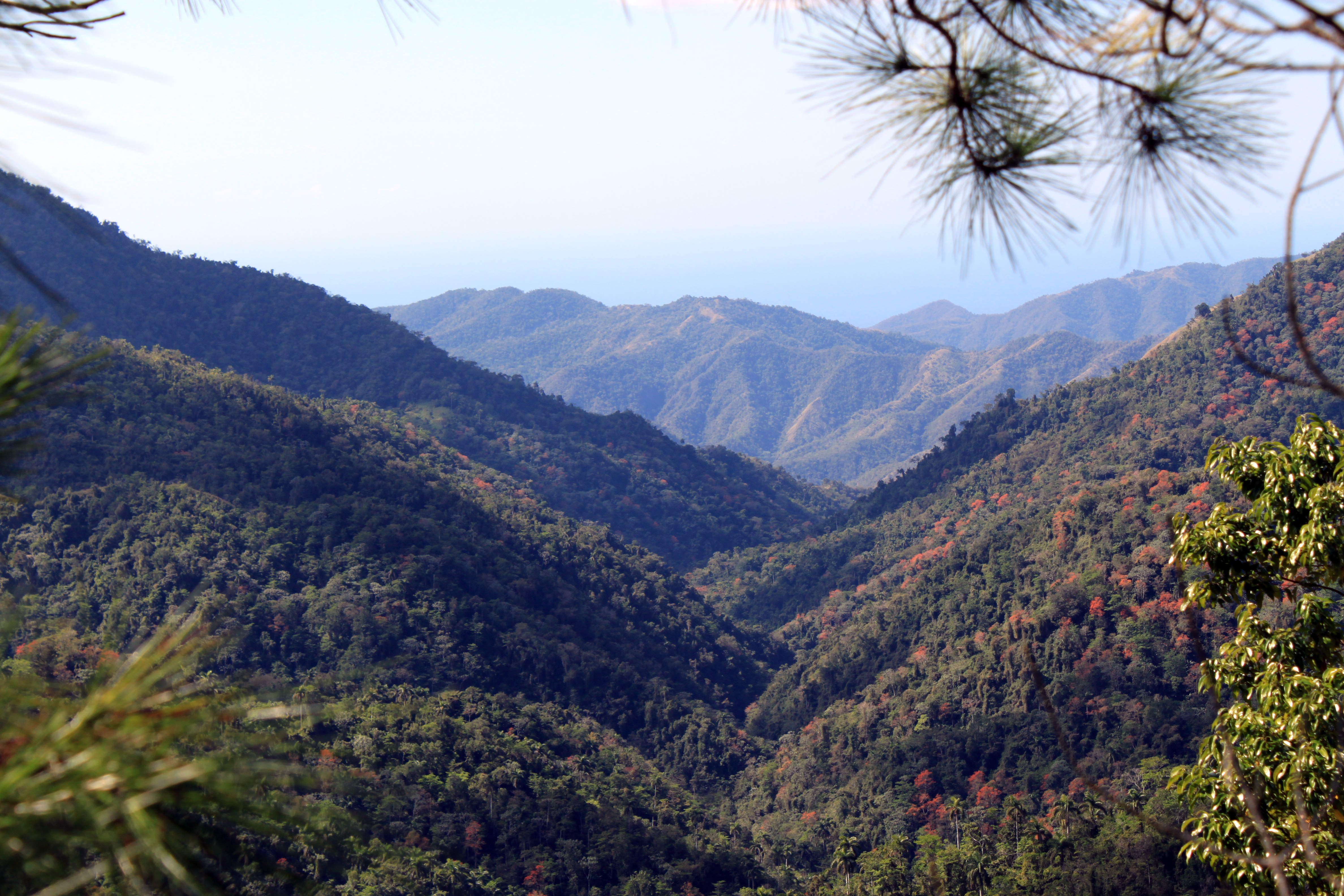
Массив Сьерра-Маэстра
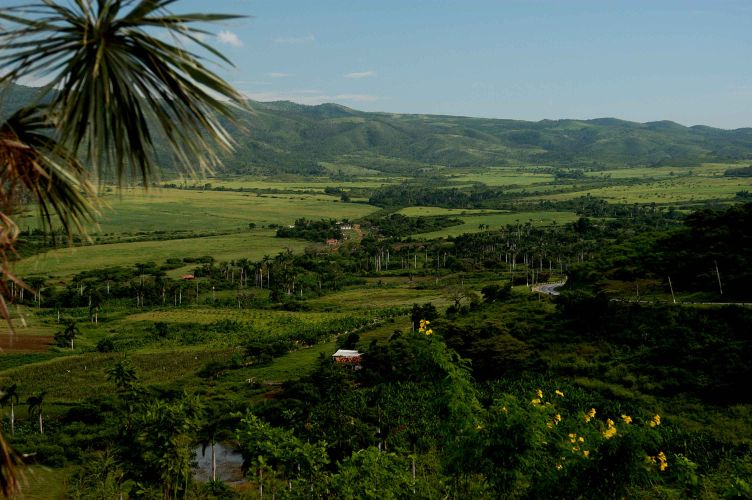
Долина Де-лос-Инхеньос
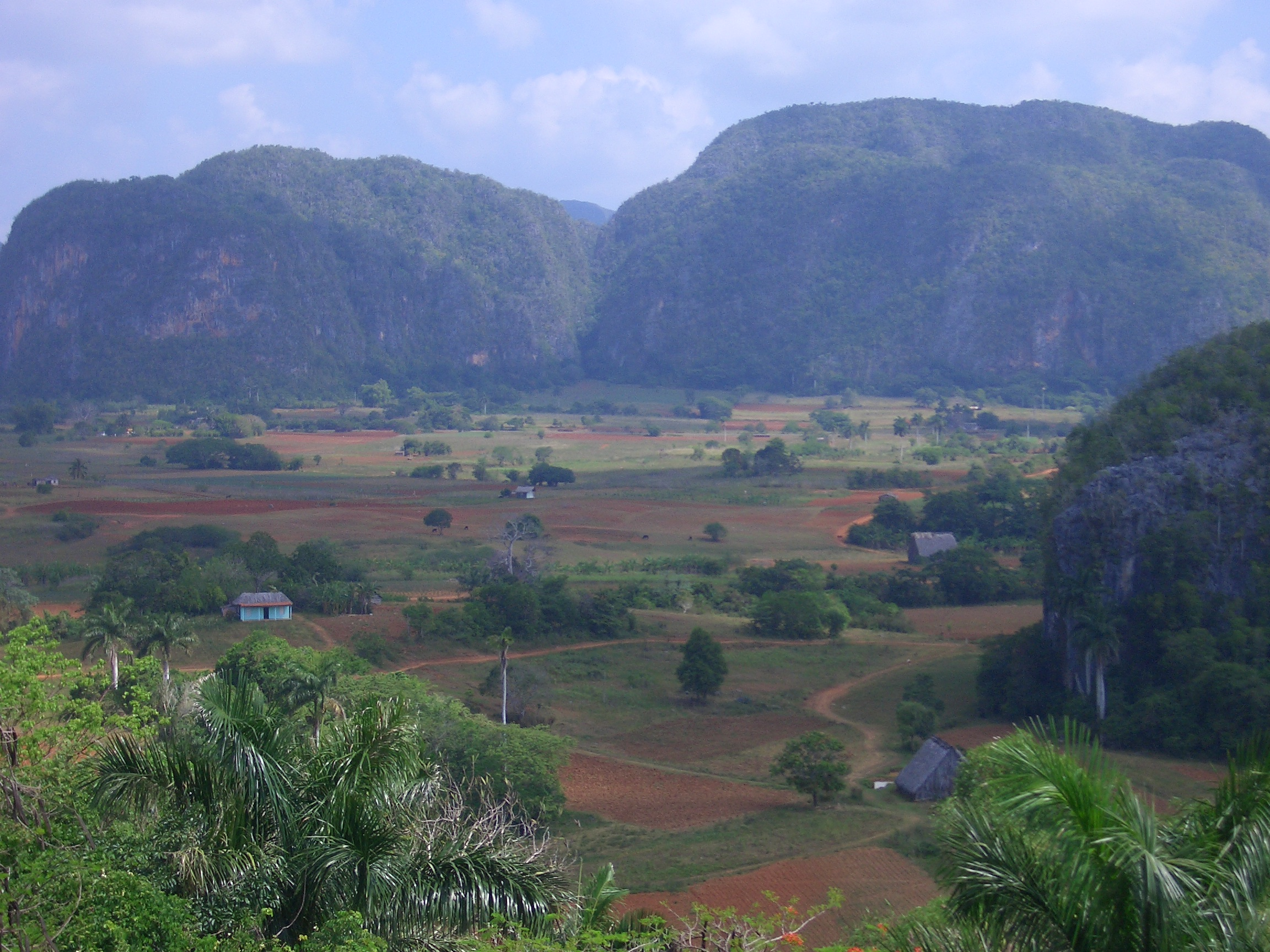
Долина Виньялес

## Климат
Куба расположена в зоне тропического климата, на который сильно влияют пассаты и тёплое течение Гольфстрим. Средняя температура в январе составляет 22,5 °C, в августе — 25,8 °C. Среднегодовая норма осадков в равнинных областях составляет 1000—1200 мм, а в горах доходит до 3800 мм. Сезон дождей длится с мая по октябрь, наиболее сильные дожди наблюдаются в июне и октябре. Осенью возможны ураганы. Сухой сезон длится с ноября по апрель и наиболее сильно проявляется в равнинных районах юга страны (например, в бассейне реки Кауто).

## Водные ресурсы
Реки на Кубе коротки и немноговодны. Из всех 600 рек и ручьёв 2/5 текут на север, остальные — на юг, в Карибское море. Среди многочисленных прибрежных болот наибольшую площадь имеет болото Сапата. Общий объём возобновляемых водных ресурсов — 38,1 км³ (2000).
Крупнейшая река — Кауто расположена в восточной части острова Куба имеет длину 370 км. В западной части протекает река Альмендарес. Питание рек преимущественно дождевое, 80 % стока приходится на дождливый осенний сезон. Кауто и её притоки, особенно Саладо, протекают по провинциям Ольгин и Лас-Тунас. Среди других рек восточного региона — Гуантанамо, Сагуа-де-Танамо, Тоа и Майяри. К западу лежат реки Севилья, Нахаса, Сан-Педро, Хатибонико-дель-Сур, Саса, Агабама, Аримао, Ондо и Куйагуатехе (текут на север), а также Сарамагуакан, Каонао, Сагуа-ла-Гранде и Ла-Пальма (текут на юг).
Озёра на Кубе имеют небольшие размеры и по большей части могут быть охарактеризованы как пресноводные и солёные лагуны. У северного берега острова Куба в центральной части расположено крупнейшее естественное пресноводное озеро страны Лагуна-де-Лече, воды которого становятся похожи на молоко, когда потоки из моря поднимает меловые отложения с её дна. Из водохранилищ крупнейшее Саса.

Крупные ресурсы подземных вод имеются в западной части острова Куба.

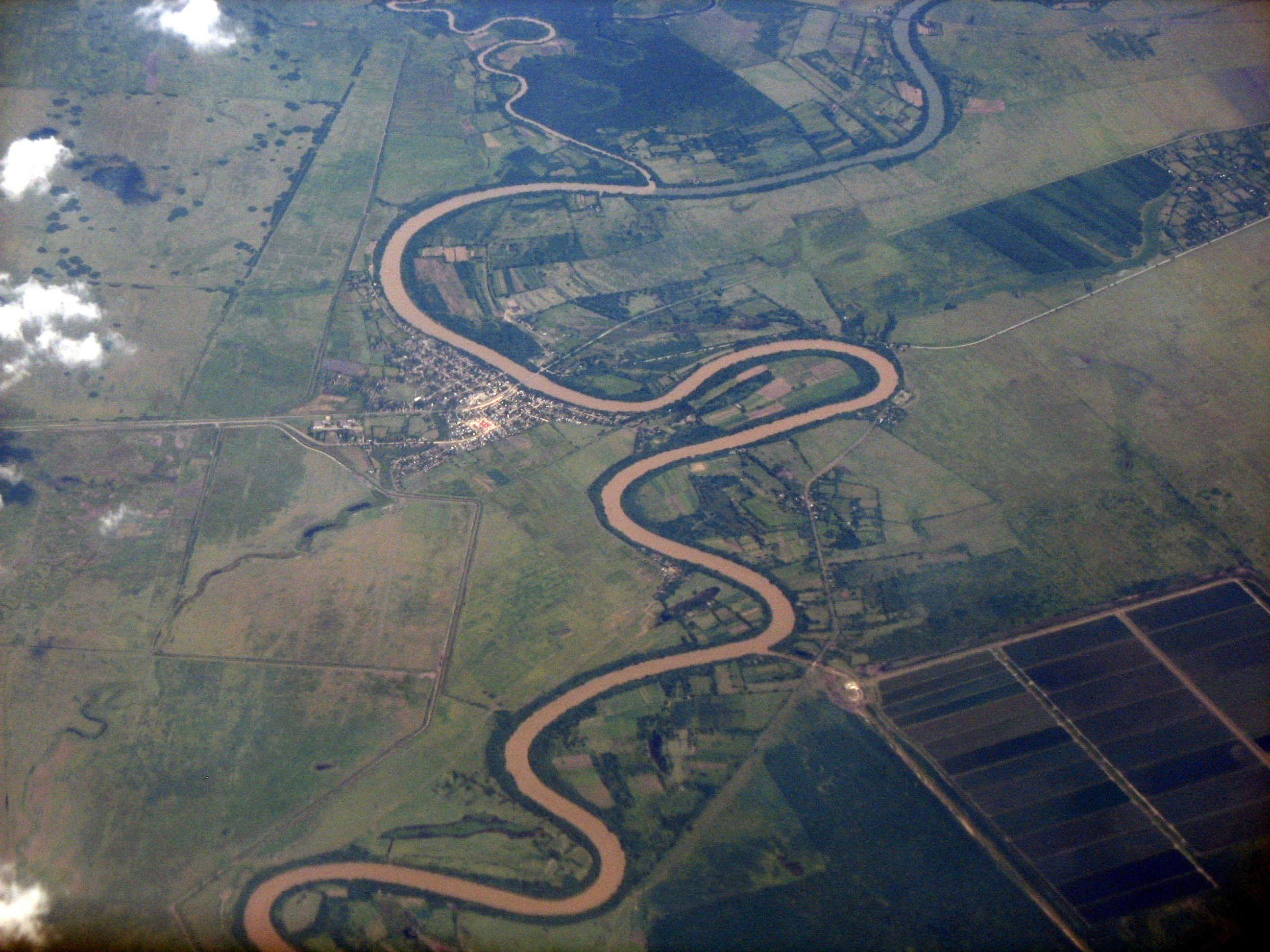
Меандры реки Кауто
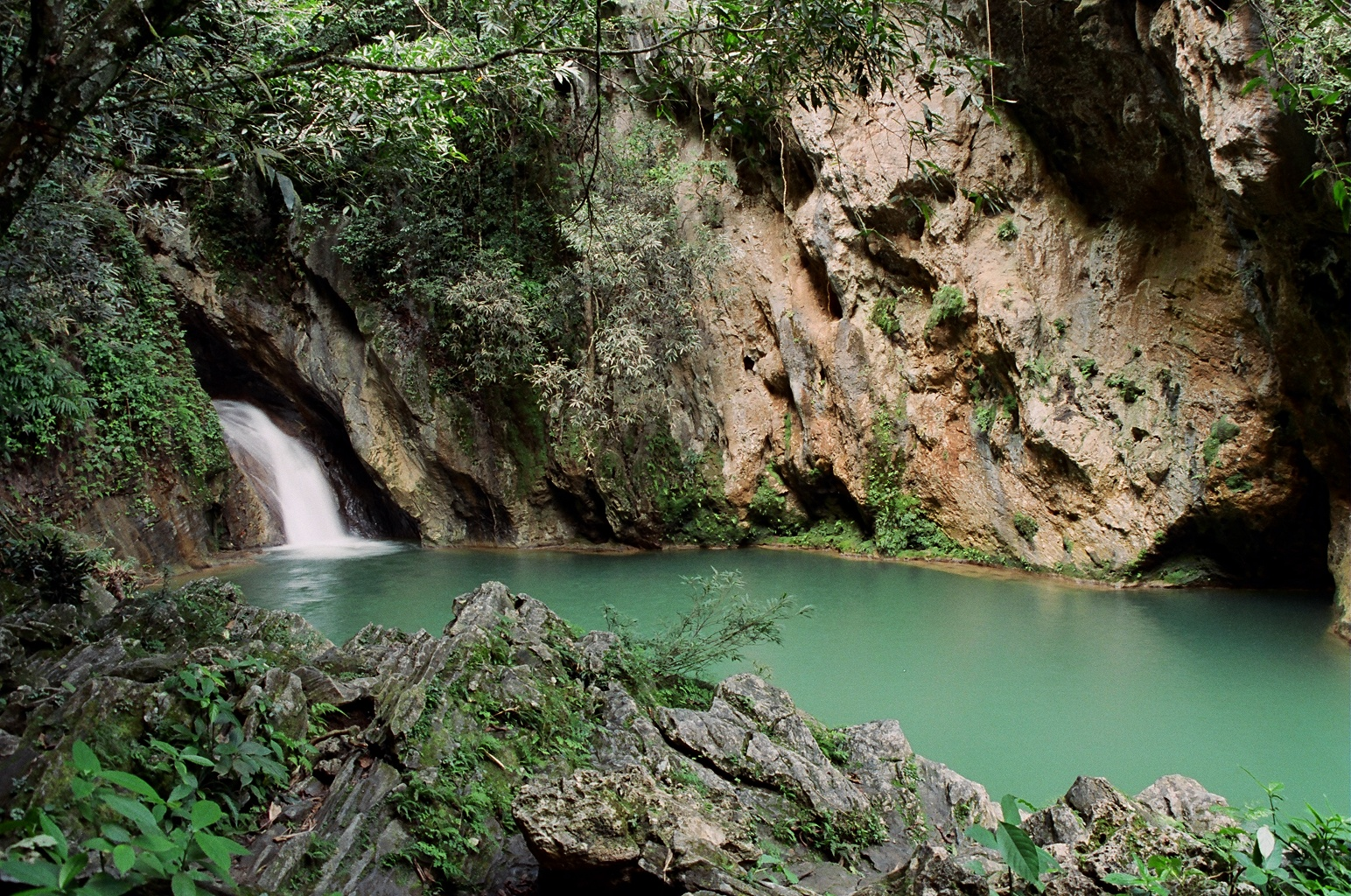
Один из многочисленных прудов на реке Кабурни
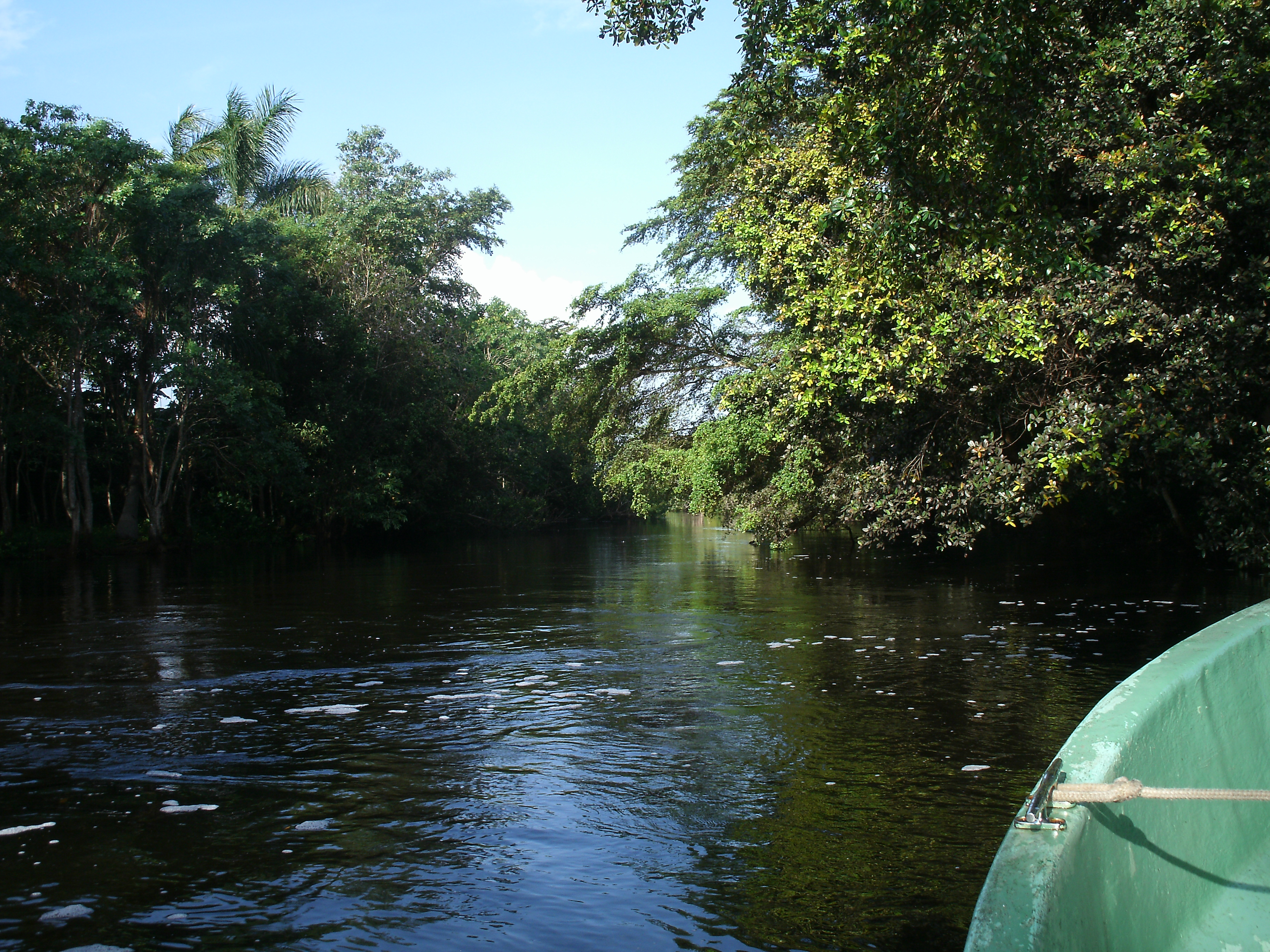
Река Хатигуанико
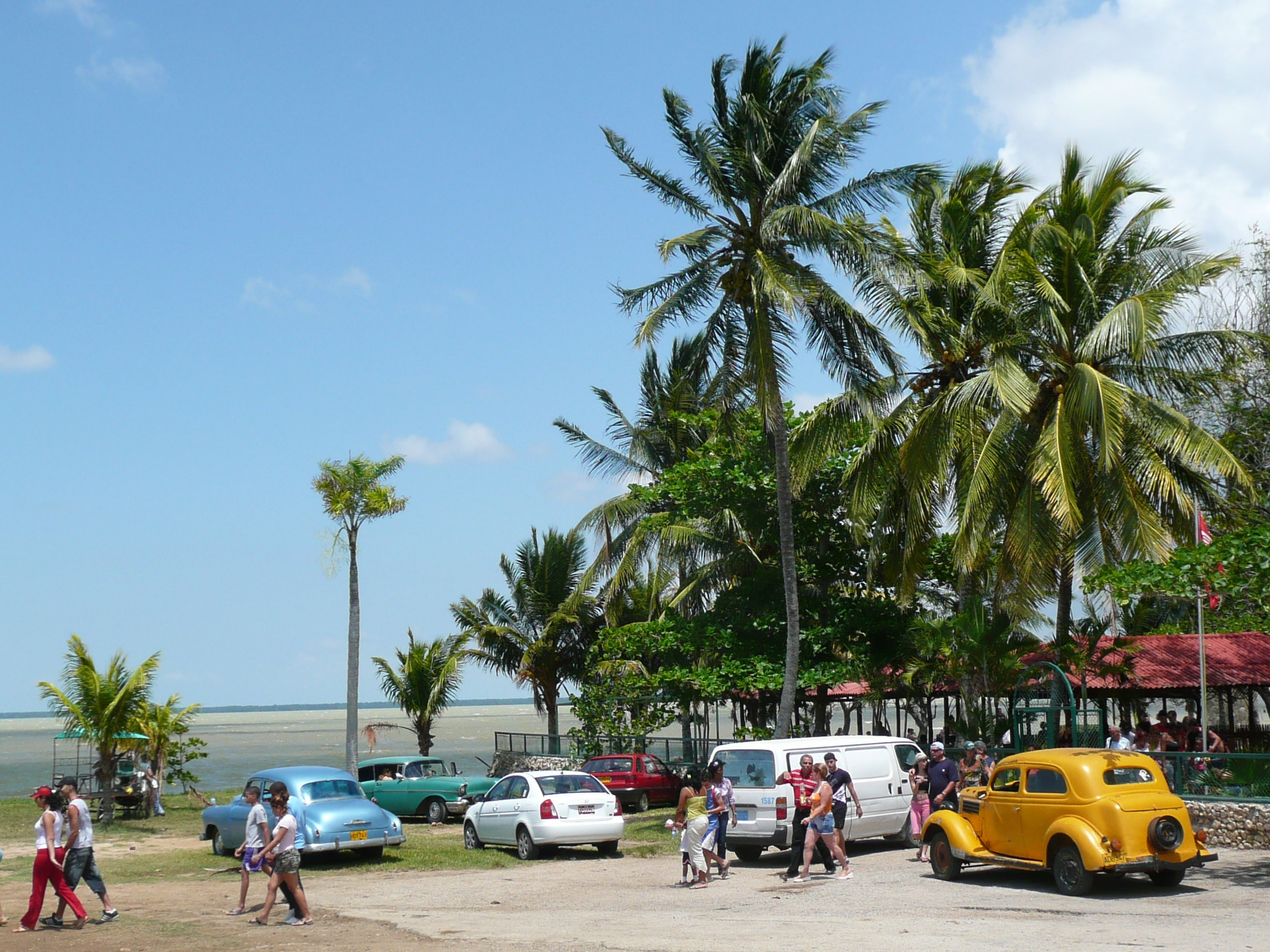
Лагуна-де-Лече

## Почвы и растительность

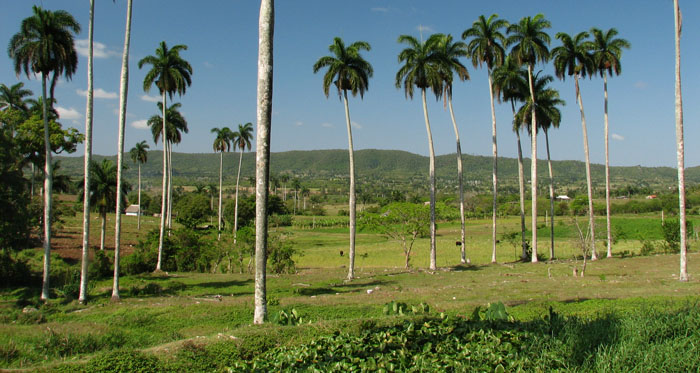
Королевские пальмы недалеко от города Камахуани, провинция Вилья-Клара

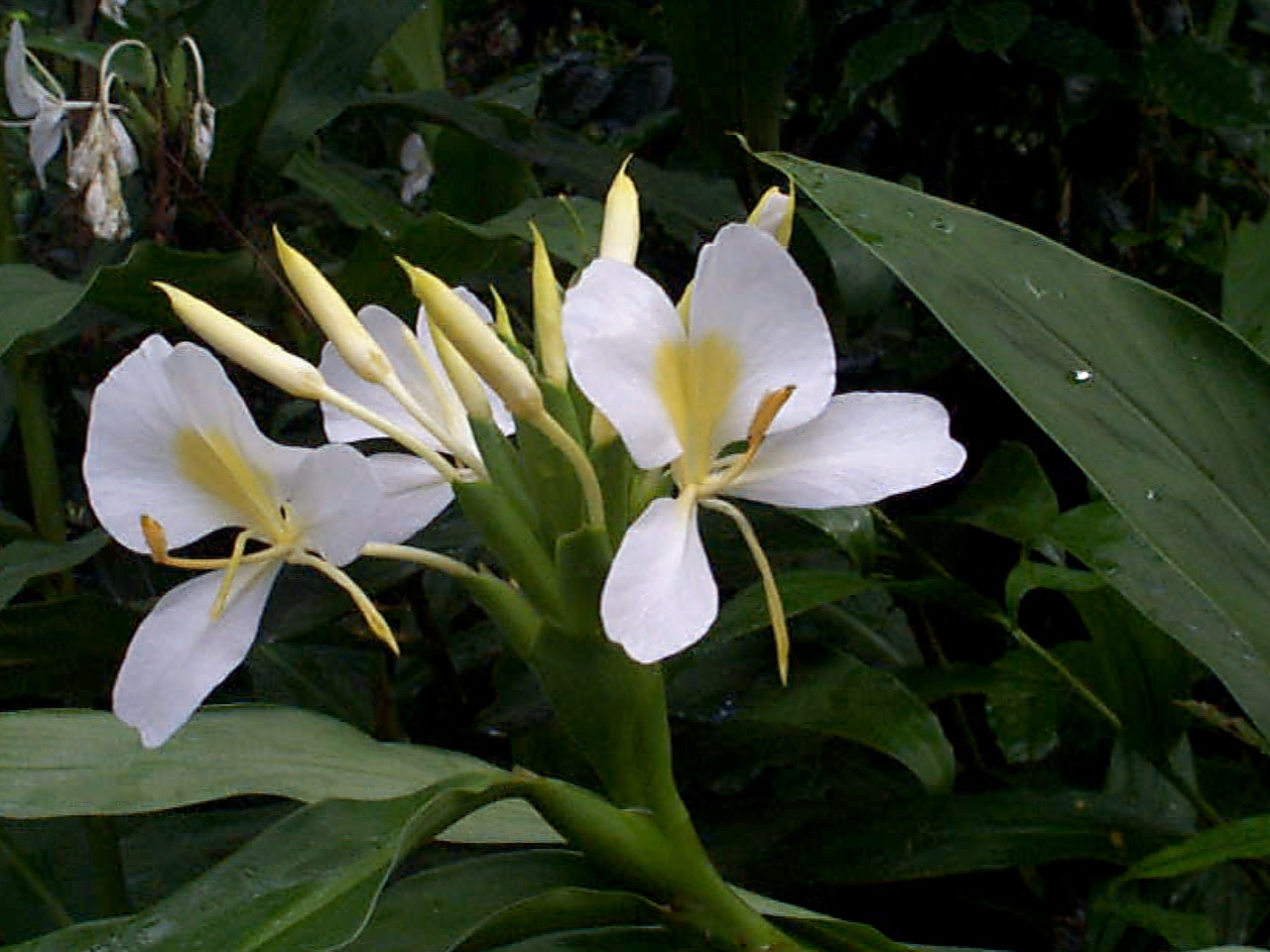
Имбирная лилия (Hedychium coronarium) в горах Сьерра-де-Эскамбрай

Среди 13 групп почв, имеющихся на Кубе, примерно 80 % развиты на продуктах выветривания известняков. Эти красноцветные мощные почвы отличаются плодородием и возделываются круглый год под тропические плантационные культуры, в основном сахарный тростник. Основные плодородные районы Кубы располагаются по южному берегу от Гаваны до Сьенфуэгоса, на западе провинции Камагуэй, а также между горами Сьерра-де-Санкти-Спиритус и берегом Карибского моря. Участки песчаных почв располагаются в Пинар-дель-Рио, Вилья-Клара и в некоторых местах провинций Сьего-де-Авила и Камагуэй. Площадь орошаемых земель — 8700 км² (2003).
На Кубе произрастает более 3000 видов тропических плодовых растений и цветов, причём свыше 50 % представителей флоры Кубы являются эндемиками. С начала колонизации Америки площадь лесов на Кубе значительно уменьшилась. До прихода европейцев леса покрывали 90 % острова, затем этот показатель снизился до 14 %, леса остались лишь в горных и заболоченных районах. При расчистке равнин осталась нетронутая лишь королевская пальма, изображение которой присутствует на гербе страны. Однако с 1960-х годов усилиями правительства страны многие участки были вновь засажены деревьями, и теперь леса покрывают 30 % территории страны.

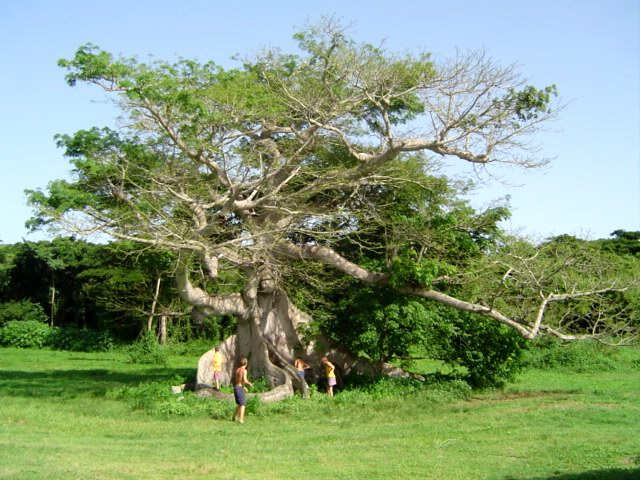
Сейба

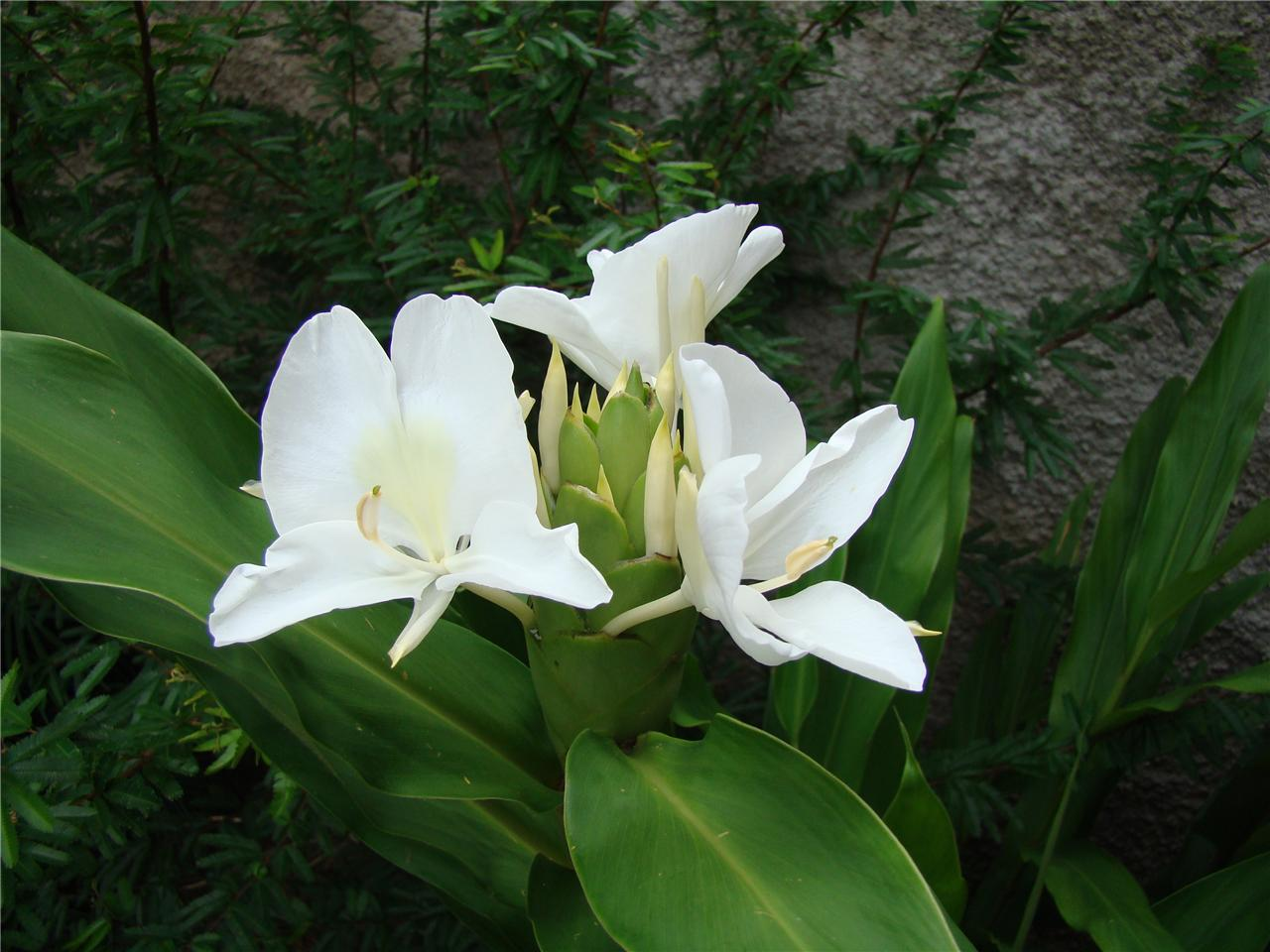
Гедихиум увенчанный

Тропические леса из большого числа видов листопадных и вечнозелёных деревьев, в том числе красного дерева, гуаякового, кампешевого дерева и цедрелы, произрастают на красных и красно-коричневых почвах равнин и низких склонов. В более сухих районах с каменистыми почвами, которые расположены в западной провинции Пинар-дель-Рио и восточной части острова Куба, а также на острове Хувентуд, произрастают сосновые леса. Очень редкая пальма микроцикас красивокронный (Microcycas calocoma), которая, как предполагается существует уже более 100 млн лет, произрастает в провинции Пинар-дель-Рио.. В долинах рек Тоа, Хагуани и Дуаба сохранились многоярусные вечнозелёные тропические дождевые леса (гилеи) с Карапой гвианской (высотой до 45 м), Фикусами и Гвареями, нижний ярус в этих лесах представлен древовидными папоротниками и пальмами (Prestoea montana, Bactris cubensis и Calyptronoma plumeriana). В горах на высотах более 800 м распространены горные дождевые леса, которые на высотах выше 1600 м переходят в "облачные" леса.  Имеются саванны, занятые растительностью типа злаковых, а также районы с мелколистными кустарниками с небольшой долей кактусов и агав. В низменных прибрежных районах располагаются мангры.
Национальный цветок Кубы — имбирная лилия (Hedychium coronarium) вырастает выше 1,5 м и цветёт белыми, похожими на бабочек, цветами.

## Животный мир
Млекопитающие представлены кубинским щелезубом (ныне почти истреблён), грызунами хутии, имеется 23 вида летучих мышей. В качестве охотничьей дичи интродуцированы олени.
На Кубе обитают 393 вида птиц (20 из них не встречаются нигде больше), включая перелётных. Местные виды — фламинго, дроздовые, соловьи, колибри, попугай ара, мелкие грифы. Эндемичный вид кубинского трогона, который выглядит похожим на кетцаля, стал национальной птицей Кубы из-за соответствия цветам флага страны.
Из рептилий встречаются аллигаторы, игуаны и другие ящерицы, сухопутные, замыкающиеся черепахи и биссы, крокодилы, кубинский гладкогубый удав и другие неядовитые змеи. Эндемиками являются почти три четверти из них.  Среди амфибий — 60 типов лягушек и жаб, в том числе кубинская квакша и лягушка-бык.
Насекомые представлены 7 тыс. видов, в том числе термитами и светляками-кокуйо.
На Кубе обитает 23 вида летучих мышей.

Рыбы представлены 500 видами, включая несколько видов акул. У побережья и в реках обитает американский ламантин. В озёрах карстовых пещер обитают слепые рыбы и креветки. Из ракообразных — сухопутные крабы и рак-отшельник.

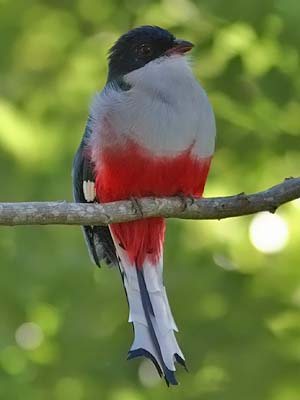
Кубинский трогон
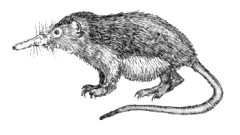
Кубинский щелезуб
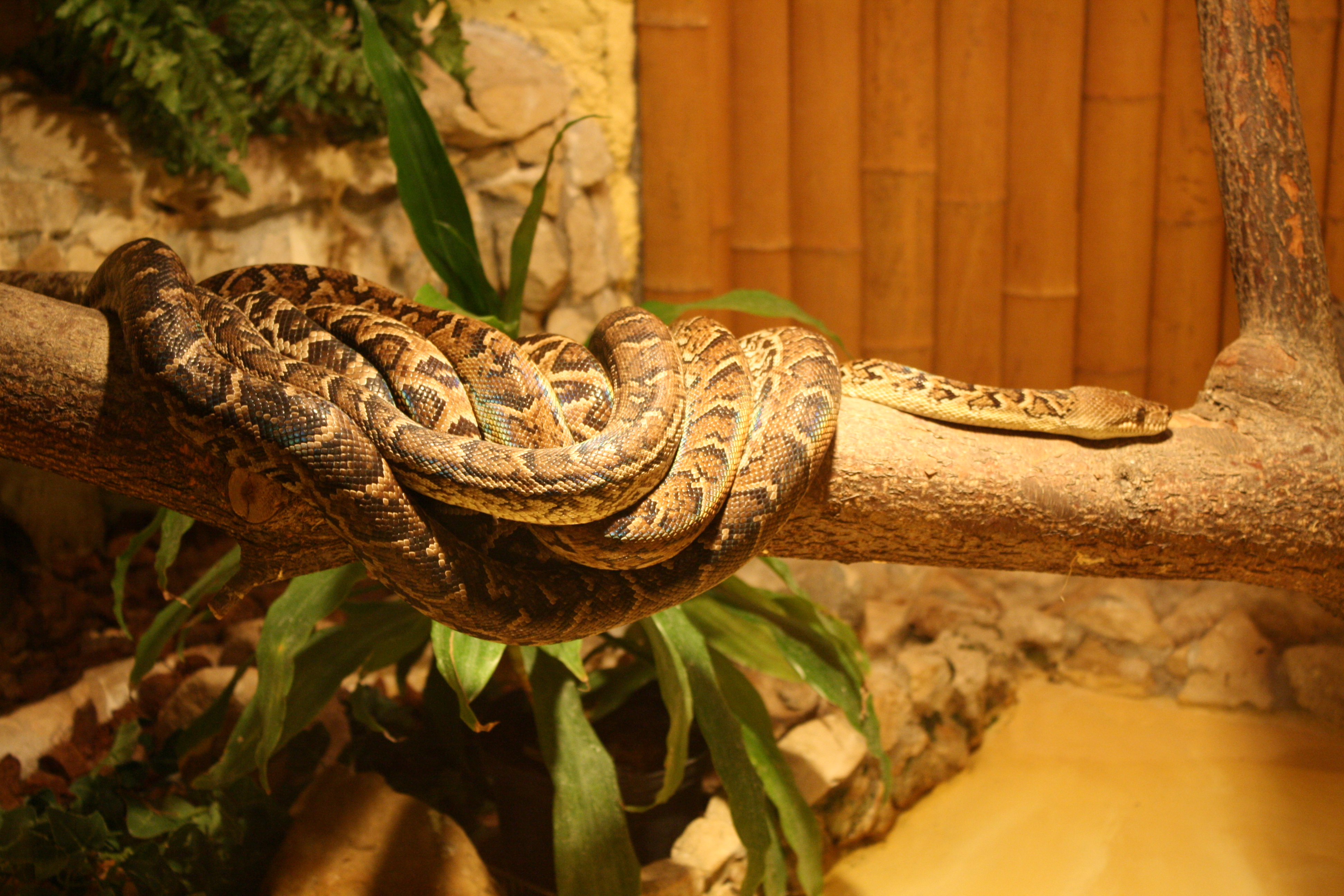
Кубинский удав
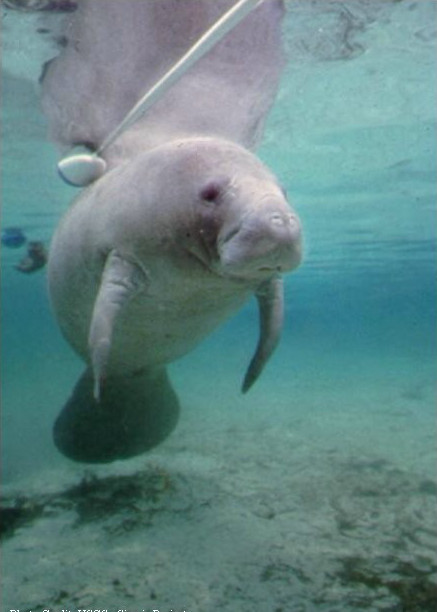
Американский ламантин

## Природоохранные территории
На Кубе расположено много природоохранных территорий, включая национальные парки Пик Туркино, Сьерра-Кристаль и болото Сапата. Территории долины Виньялес, а также национальных парков имени Александра Гумбольдта и Десембарко-дель-Гранма входят в список объектов Всемирного наследия ЮНЕСКО на Кубе.